# 평택지산초등학교
평택지산초등학교는 대한민국 경기도 평택시에 있는 공립 초등학교이다.

## 학교 연혁
- 1993.06.03 지산국민학교 설립 인가
- 1994.04.01 지산국민학교 개교 (1-5학년 20학급 편성)
- 1994.04.01 병설유치원 1학급 편성
- 1994.04.01 초대 가재훈 교장 취임
- 1995.03.01 평택지산국민학교로 개칭
- 1996.03.01 평택지산초등학교로 개칭
- 1998.03.03 전교생 학교 급식 실시
- 1999.12.27 5층 12개 교실 증축
- 2014.02.14 제19회 졸업 (총졸업생 수 3,594명)
- 2014.03.01 제9대 조동주 교장 부임
- 2014.03.01 28학급 편성(특수학급 2학급 포함)
- 2016.09.01 제 10대 김석산 교장 부임
- 2018.02.09 제 23회 졸업 (총 졸업생수 4,098명)
- 2018.03.01 25학급(특수학급 2학급 포함)
- 2024.04.01 개교 30주년